# Aroánios Potamós
Aroánios Potamós är ett vattendrag i Grekland. Det ligger i den södra delen av landet, 140 km väster om huvudstaden Aten.